# Ульяновск (поезд)
«Улья́новск» — скорый фирменный пассажирский поезд № 021Й/022Й, курсирующий по маршруту Ульяновск — Москва — Ульяновск. Маршрут следования поезда проходит по территории Ульяновской, Пензенской, Рязанской, Московской областей и Республики Мордовия. Через такие города как Рязань, Сасово и Инза. В пути ежедневно в обоих направлениях проезжает 873 км.

## История
История фирменного поезда «Ульяновск» началась с 1967 года, как пассажирский № 75/76 Ульяновск — Москва.
В декабре 1993 года скорому фирменному поезду «Ульяновск» по результатам аттестации Указанием МПС № М-966у от 15.12.1993 года официально была присвоена категория «фирменный» и название «Ульяновск».
В 2004 году на реализацию проекта обновления двух составов скорого фирменного поезда «Ульяновск» Куйбышевская железная дорога затратила более 18 миллионов рублей. Реконструкция проводилась с октября по декабрь 2004 года. В результате было обновлено 36 вагонов (10 плацкартных, 16 купейных, 4 СВ, вагон-ресторан, штабной вагон, передвижная камера хранения).
В 2006 году из-за досадного инцидента — невежливого обращения проводника с провожающими и пассажирами — он потерял звание фирменного, но лишь на два месяца. В течение этого короткого времени билеты были дешевле, чем обычно. Проводника уволили, провели переаттестацию и поезд № 21/22 Ульяновск — Москва снова стал фирменным. В настоящее время билеты на фирменный поезд Ульяновск — Москва стоят в полтора раза больше, чем на простые скорые поезда.
С 29 ноября 2011 года фирменный поезд Горьковского филиала ОАО ФПК №57/58 Йошкар-Ола — Москва передан в Куйбышевский филиал ОАО ФПК и объединен с графиком движения фирменного поезда №21/22 Ульяновск  — Москва .
16 Апреля 2022 года в первый рейс торжественно проводили двухэтажный поезд из Ульяновска в Москву.

## Характеристика поезда
- Поезд № 21/22 круглогодичный, курсирует ежедневно.
- С 15.04.2022 поезд двухэтажный
- Нумерация вагонов указана с «головы» поезда при отправлении из Ульяновска, с «хвоста» поезда при отправлении из Москвы.
- Станции изменения номера поезда: нет.
- Станции изменения направления движения поезда: нет.
- Максимально допустимая длина поезда по участкам следования: по Куйбышевской железной дороге (24,5/25,5 м) — 20/19 вагонов, по Московской железной дороге (25,5 м) — 17 вагонов.
- Максимальная схема поезда: 17 вагонов (база вагонов 8, 12, 13, 14, 15, 16 — 25,5 м).
- Станции смены локомотивов и бригады: Инза.
- Станции смены локомотивных бригад без смены локомотива: Рязань I.
- Станции снабжения поезда водой: Рузаевка, Николаевка.
- Станции снабжения поезда топливом: Рузаевка, Николаевка.
- Станции обслуживания ЭЧТК: в пункте подготовки вагонов — Ульяновск-Центральный.
- Станции сбора мусора: Рузаевка.
- Переменный трафарет: нет.
- Вагоны повышенной комфортности:
  - в вагоне № 8 СВ места с 1 по 6 — бизнес-класса.
  - в вагоне № 6 К — экономкласса.
- Беспересадочные вагоны: нет.
- Прицепные вагоны: нет.
- Прочие вагоны: нет.
- Выделяются места: 
  - в купейных вагонах (кроме № 9 КРИ) места с 1 по 36 для пассажиров, места 37, 38 для отдыха проводников.
  - в вагоне № 9 КРИ места с 1 по 4 для отдыха проводников, ЛНП и ПЭМ, места с 5 по 12 для отдыха работников вагона ресторана, места с 13 по 16 для пассажиров, места с 17 по 20 для работников фельдъегерской связи, места с 21 по 24 для работников УЛНМ, места 29, 30 для инвалидов.
- Факультативные вагоны №№ 1, 2, 3, 7, 15, 16 включаются в состав поезда при увеличении пассажиропотока и исключаются при его уменьшении с объявлением об исключении не менее чем за 5 суток до отправления поезда.
- Станции пограничного и таможенного контроля: нет.

## Схема состава поезда
| Порядковый № вагона | Тип вагона | Число мест | Количество составов в обороте, владелец и приписка вагона                                                         |
| ------------------- | ---------- | ---------- | --- |
| 1ф                  | К          | 36/2       | ВЧ–5 ФПКФ КБШ |
| 2ф                  | К          | 36/2       | ВЧ–5 ФПКФ КБШ |
| 3ф                  | К          | 36/2       | ВЧ–5 ФПКФ КБШ |
| 4                   | К          | 36/2       | ТКС |
| 5                   | К          | 36/2       | ТКС |
| 7ф                  | СВ         | 18/1       | В общем обороте с.п. № 58/57 Москва — Йошкар-Ола 4 состава ВЧ-5 ФПКФ КБШ на комбинированном отоплении, ЭПТ и ЭЧТК |
| 8Б                  | СВ         | 18/1       | В общем обороте с.п. № 58/57 Москва — Йошкар-Ола 4 состава ВЧ-5 ФПКФ КБШ на комбинированном отоплении, ЭПТ и ЭЧТК |
| 9                   | КРИ        | 18/8       | В общем обороте с.п. № 58/57 Москва — Йошкар-Ола 4 состава ВЧ-5 ФПКФ КБШ на комбинированном отоплении, ЭПТ и ЭЧТК |
| 41                  | ВР         | —          | В общем обороте с.п. № 58/57 Москва — Йошкар-Ола 4 состава ВЧ-5 ФПКФ КБШ на комбинированном отоплении, ЭПТ и ЭЧТК |
| 10                  | К          | 36/2       | В общем обороте с.п. № 58/57 Москва — Йошкар-Ола 4 состава ВЧ-5 ФПКФ КБШ на комбинированном отоплении, ЭПТ и ЭЧТК |
| 11                  | К          | 36/2       | В общем обороте с.п. № 58/57 Москва — Йошкар-Ола 4 состава ВЧ-5 ФПКФ КБШ на комбинированном отоплении, ЭПТ и ЭЧТК |
| 12                  | ПЛ         | 54         | В общем обороте с.п. № 58/57 Москва — Йошкар-Ола 4 состава ВЧ-5 ФПКФ КБШ на комбинированном отоплении, ЭПТ и ЭЧТК |
| 13                  | ПЛ         | 54         | В общем обороте с.п. № 58/57 Москва — Йошкар-Ола 4 состава ВЧ-5 ФПКФ КБШ на комбинированном отоплении, ЭПТ и ЭЧТК |
| 14                  | ПЛ         | 54         | В общем обороте с.п. № 58/57 Москва — Йошкар-Ола 4 состава ВЧ-5 ФПКФ КБШ на комбинированном отоплении, ЭПТ и ЭЧТК |
| 15ф                 | ПЛ         | 54         | В общем обороте с.п. № 58/57 Москва — Йошкар-Ола 4 состава ВЧ-5 ФПКФ КБШ на комбинированном отоплении, ЭПТ и ЭЧТК |
| 16ф                 | ПЛ         | 54         | В общем обороте с.п. № 58/57 Москва — Йошкар-Ола 4 состава ВЧ-5 ФПКФ КБШ на комбинированном отоплении, ЭПТ и ЭЧТК |

## Расписание
| 021Й Ульяновск — Москва      | 021Й Ульяновск — Москва | 021Й Ульяновск — Москва |                        |                    |                    | 022Й Москва — Ульяновск | 022Й Москва — Ульяновск | 022Й Москва — Ульяновск |
| 14 ч                         | 14 ч                    | 14 ч                    | Общее время в пути     | Общее время в пути | Общее время в пути | 14 ч 2 мин              | 14 ч 2 мин              | 14 ч 2 мин              |
| Прибытие                     | Стоянка                 | Отправление             | Раздельные пункты      | Расстояние         | Код «Экспресс-3»   | Прибытие                | Стоянка                 | Отправление             |
| Куйбышевская железная дорога |                         |                         |                        |                    |                    |                         |                         |                         |
|                              |                         | 19:30                   | Ульяновск-Центральный  | 0                  | 2024900            | 09:10                   |                         |                         |
| 20:22                        | 2                       | 20:24                   | Майна                  | 53                 | 2024968            | 08:20                   | 2                       | 08:22                   |
| 21:09                        | 2                       | 21:11                   | Вешкайма               | 95                 | 2024669            | 07:35                   | 2                       | 07:37                   |
| 22:10                        | 27                      | 22:37                   | Инза                   | 161                | 2024560            | 06:03                   | 28                      | 06:31                   |
| 23:11                        | 1                       | 23:12                   | Сура                   | 201                | 2024518            | 05:27                   | 1                       | 05:28                   |
| 00:21                        | 15                      | 00:36                   | Рузаевка               | 272                | 2024550            | 04:10                   | 15                      | 04:25                   |
| Московская железная дорога   |                         |                         |                        |                    |                    |                         |                         |                         |
| 03:28                        | 2                       | 03:30                   | Сасово                 | 501                | 2000190            | 01:04                   | 3                       | 01:07                   |
| —                            | —                       | —                       | Шилово                 | 574                | 2000870            | 00:02                   | 3                       | 00:05                   |
| 05:38                        | 12                      | 05:50                   | Рязань I               | 676                | 2000120            | 22:22                   | 12                      | 22:34                   |
| 09:30                        |                         |                         | Москва-Пасс.-Казанская | 873                | 2000003            |                         |                         | 19:08                   |

## Интересные факты
- Летом 2004 года в Москве вагон-ресторан фирменного поезда «Ульяновск» занял третье место[2].